# Скалін (Ґрифицький повіт)
Скалін (пол. Skalin, нім. Schellin) — село в Польщі, у гміні Грифиці Ґрифицького повіту Західнопоморського воєводства.
Населення — 65 осіб (2011).
У 1975-1998 роках село належало до Щецинського воєводства.

## Демографія
Демографічна структура станом на 31 березня 2011 року:
|          | Загалом | Допрацездатний вік | Працездатний вік | Постпрацездатний вік |
| -------- | ------- | ------------------ | ---------------- | -------------------- |
| Чоловіки | 36      | 12                 | 21               | 3                    |
| Жінки    | 29      | 7                  | 17               | 5                    |
| Разом    | 65      | 19                 | 38               | 8                    |